# Самолётная улица (Екатеринбург)
Самолётная у́лица — магистральная улица в жилом районе «Уктусский» Чкаловского административного района Екатеринбурга. Название улица получила из-за близкого расположения к старому Уктусскому аэропорту (в 1935—1986 годах находился на современной территории микрорайона «Ботанический»).

## Расположение и благоустройство
Улица проходит с северо-востока на юго-запад параллельно Межевой улице. Начинается от пересечения с Щербакова и заканчивается у Южного проезда. Пересекается с улицей Кварцевой. Слева на улицу выходят улицы Мраморская, Туристов, Павлодарская и Шишимская улица, справа примыканий к улице нет (только проезды).
Протяжённость улицы составляет около 2400 метров. Ширина проезжей части — около 12 м (по две полосы в каждую сторону движения). На протяжении улицы имеется один светофор и два нерегулируемых пешеходных перехода. Улица оборудована тротуарами и уличным освещением. Нумерация домов начинается от улицы Щербакова.

## Здания и сооружения
Чётная сторона улицы застроена ветхой малоэтажной застройкой, нечётная сторона застроена крупнопанельными пятиэтажными жилыми домами постройки 60-х годов и несколькими зданиями высотой 11-19 этажей и частично старой малоэтажной застройкой, на месте которой будет построен крупный жилой комплекс «Новый Уктус» (одно 30-этажное, шесть 26-этажных, два 25-этажных и два 24-этажных жилых дома, из которых один уже построен и два строятся). Застройка конечной части улицы — административно-промышленная.

## Транспорт
Автомобильное движение на всей протяжённости улицы двустороннее.

### Наземный общественный транспорт
Улица является внутрирайонной транспортной магистралью. По улице осуществляется автобусное и троллейбусное движение, ходит маршрутное такси. Остановки общественного транспорта: «Самолётная», «Межевая», «Павлодарская», «Кварцевая», «Южный проезд», «Табачная фабрика Альвис».

### Ближайшие станции метро
В 900 м к северо-западу от начала улицы находится станция 1-й линии Екатеринбургского метрополитена  «Ботаническая». В советское время в 600 м к югу от этого же перекрёстка планировалось построить следующую станцию этой же линии, «Щербаковскую», но современным планом развития метрополитена эта станция не предусмотрена.